# Watuwila vervoorti
Watuwila vervoorti là loài chuồn chuồn trong họ Chlorocyphidae. Loài này được van Tol miêu tả khoa học đầu tiên năm 1998.